# 133. jaktflygdivisionen
133. jaktflygdivisionen även känd som Martin Gul var en jaktflygdivision inom svenska flygvapnet som verkade i olika former åren 1943–1978. Divisionen var baserad på Bråvalla flygplats väster om Norrköping.

## Historik
Martin Gul var 3. divisionen vid Bråvalla flygflottilj (F 13), eller 133. jaktflygdivisionen inom Flygvapnet, och bildades 1943. Divisionen var precis som dess systerdivisioner vid F 13 beväpnad med J 11 och J 22 de första åren. Vilket följdes av J 28A, J 29 Tunnan och J 35 Draken. I samband försvarsbeslutet 1977, beslutade riksdagen att Flygvapnets fredsorganisation skulle reduceras med fem jaktflygdivisionen, däribland Martin Gul, vilken skulle upplösas senast den 31 december 1978.

## Materiel vid förbandet
| Jaktflygplan - 1943–1944: J 11 - 1944–1947: J 22 - 1946–1952: J 28A Vampire | - 1951–1961: J 29B Tunnan - 1960–1978: J 35A/D/F Draken |

## Förbandschefer
Divisionschefer vid 133. jaktflygdivisionen (Martin Blå) åren 1943–1978.
- 1943–1978: ???

## Anropssignal, beteckning och förläggningsort
| Martin Gul | 1943-??-?? | – | 1978-12-31 |

| 133. jaktflygdivisionen | 1943-??-?? | – | 1978-12-31 |

| Bråvalla flygbas (F) | 1943-??-?? | – | 1978-12-31 |